# Expédition de Yazoo City
Guerre de Sécession
Batailles
Défense du Mississippi de Forrest
- Yazoo City
- Brice's Crossroads
- Tupelo
- 2e Memphis

L'expédition de Yazoo City est une expédition des forces de l'Union de la garnison de Vicksburg, sous le commandement du général John McArthur contre les  forces confédérées du centre du Mississippi, sous les ordres du général Wirt Adams.

## Histoire
L'expédition de McArthur est en conjonction avec un deuxième raid de l'Union, sous les ordres de Samuel D. Sturgis, dans le nord du Mississippi. Le premier objectif de McArthur est de détourner l'attention des forces confédérées de Sturgis. Initialement, le commandant du département confédéré Stephen D. Lee montre peu d'intérêt à propos de ces deux raids pensant qu'il s'agit simplement une tentative de détourner l'attention. Cependant, l'expédition de McArthur amène progressivement les confédérés d'Adams à sortir de leurs positions, faisant une escarmouche à Benton, la plantation de Luce et à Vaughn's Station le long du chemin de fer central du Mississippi. À la vue de la concentration des forces confédérées sur son front, McArthur conclut que son objectif est atteint avec la destruction du chemin de fer central du Mississippi. McArthur donne l'ordre à Alfred W. Ellet et à la brigade des Marines du Mississippi de rester à Yazoo City pendant qu'il retourne à Vicksburg avec le reste de sa force. Malgré l'atteinte de ses objectifs, l'expédition de McArthur ne parvient pas à empêcher la défaite de Sturgis à la bataille de Brice's Crossroads. McArthur est encore satisfait avec la démonstration de force et la preuve que des forces de l'Union peuvent se déplacer à l'intérieur du Mississippi lorsqu'elles le souhaitent.

## Forces en présence

### Union
Poste de Vicksburg : Brigadier général John McArthur
- Première brigade (deuxième brigade de la quatrième division, district de Vicksburg) : Col Benjamin Dornblaser
  - 46th Illinois Infantry
  - 76th Illinois Infantry
- Deuxième brigade (deuxième brigade de la première division, XVII corps) : Lieutenant-colonel James H. Coates
  - 11th Illinois Infantry
  - 72th Illinois Infantry
  - 124th Illinois Infantry
- Artillerie : Capitaine Bolton, chef de l'artillerie
  - 2nd Illinois Light Artillery, compagnie C
  - 7th Ohio Batterie
- Cavalerie : Col Osband
  - 1st Kansas Mounted Infantry
  - 5th Illinois Cavalry (détachement)
  - 11th Illinois Cavalry (détachement)
  - 3rd U.S.C.T. Cavalry

### Confédération
Département de l'Alabama, du Mississippi et de l'Est de la Louisiane : Lieutenant général Stephen D. Lee
- Brigade de cavalerie de Wirt : Brigadier général W. Adams Wirt

## Batailles
- Benton (7-9 mai 1864)[3]
- Luce's Plantation (13 mai 1864)[3]
- Vaughn Station (15 mai 1864)[4]